# Västra Abborrtjärnet (Skillingmarks socken, Värmland)
Västra Abborrtjärnet är en sjö i Eda kommun i Värmland och ingår i Göta älvs huvudavrinningsområde.